# スウィート・ベイビー・ジェームス
『スウィート・ベイビー・ジェイムス』（Sweet Baby James）は、ジェームス・テイラーが1970年に発表したセカンド・アルバム。『ローリング・ストーン』誌が選んだ「オールタイム・グレイテスト・アルバム500」（2012年版）において104位にランクインした。

## 概要
1969年12月、ロサンゼルスのサンセット・サウンドでレコーディングが行われた。1970年2月発売。
参加ミュージシャンは以下のとおり。ラス・カンケル（ドラムズ）、ボビー・ウェスト（ベース）、ジョン・ロンドン（ベース）、ランディ・マイズナー（ベース）、ダニー・コーチマー（ギター）、レッド・ローズ（スティール・ギター）、キャロル・キング（ピアノ、ボーカル）、クリス・ダロウ（フィドル）。ブラス・セクションの編曲はジャック・ビーラン。プロデューサーはビーター・アッシャー。レコーディング・エンジニアはビル・ラザラス（Bill Lazerus）。
ジャケットの写真はヘンリー・ディルツが撮影した。
シングルカットされた「ファイアー・アンド・レイン」が全米3位を記録した。

## 収録曲
Side 1
1. スウィート・ベイビー・ジェイムズ（英語版） - Sweet Baby James
2. 見よ、こはそも如何に - Lo and Behold
3. サニー・スカイズ（英語版） - Sunny Skies
4. スチームローラー（英語版） - Steamroller
5. カントリー・ロード - Country Road
6. おゝ、スザンナ - Oh, Susannah

Side 2
1. ファイアー・アンド・レイン - Fire and Rain
2. 花 - Blossom
3. 天国のように - Anywhere Like Heaven
4. ベイビーにキスを - Oh Baby, Don't You Loose Your Lip On Me
5. スイート・フォー・20G - Suite For 20 G